# دان هابتا
دان هابتا (باليابانية: ハウバート・ダン) (29 يوليو 1987 في كاناغاوا في اليابان – )؛ هو لاعب كرة قدم ياباني سابق كان يلعب كمهاجم.

## وصلات خارجية
- دان هابتا على موقع رابطة كرة القدم اليابانية للمحترفين (اليابانية)
- دان هابتا على موقع قاعدة بيانات كرة القدم.إي يو (الإنجليزية)
- دان هابتا على موقع Soccerway.com (الإنجليزية)
- دان هابتا على موقع عالم كرة القدم.نت (الإنجليزية)
- دان هابتا على موقع كووورة